# أنتانيفوتسي
أنتانيفوتسي (بالإنجليزية: Antanifotsy)‏، هي مدينة تقع في منطقة فاكينانكارترا. يبلغ عدد سكانها حوالي 59,000 نسمة حسب تقديرات 2001.